# Трофимово (платформа)
Трофи́мово — остановочный пункт на Рязанском направлении Московской железной дороги в Воскресенском районе Московской области. По официальным документам имеет название 84 км.
Открыта в 1999 году.
Турникетами платформа не оборудована. Время хода до Москвы — приблизительно 1 час 50 мин.
Касса и павильон располагаются на платформе №2 (на Москву). По состоянию на октябрь 2010 года кассы не работали.
В 2019 году платформе исполняется 20 лет.